# Riu Pará

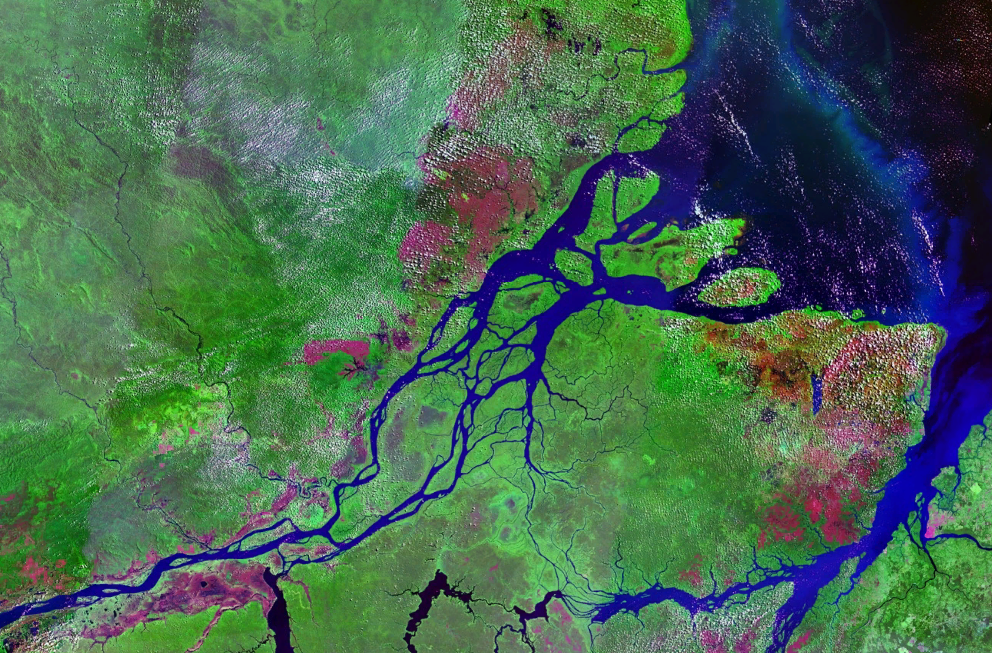
El riu Pará uneix les conques de l'Amazones i Tocantins Araguaia, al sud de l'illa de Marajó.

El Pará és un riu a l'estat brasiler de Pará, al canal sud de l'Amazones (a la regió del seu delta) que s'uneix a Tocantins-Araguaia. El seu límit natural al sud és l'illa de Marajó. Es considera que el riu Pará és el braç del riu Amazones que s'estén al sud de l'illa de Marajó, rebent les aigües del Tocantins. Es considera que la continuació del riu Amazones correspon només el canal del nord, que corre a l'oest de l'illa, tot banyant la ciutat de Macapá. El riu Pará, al seu torn, discorre per la ciutat de Belem. Encara que popularment es considera així, no és realment un riu, sinó un canal natural del riu Amazones.